# Le onde (romanzo)

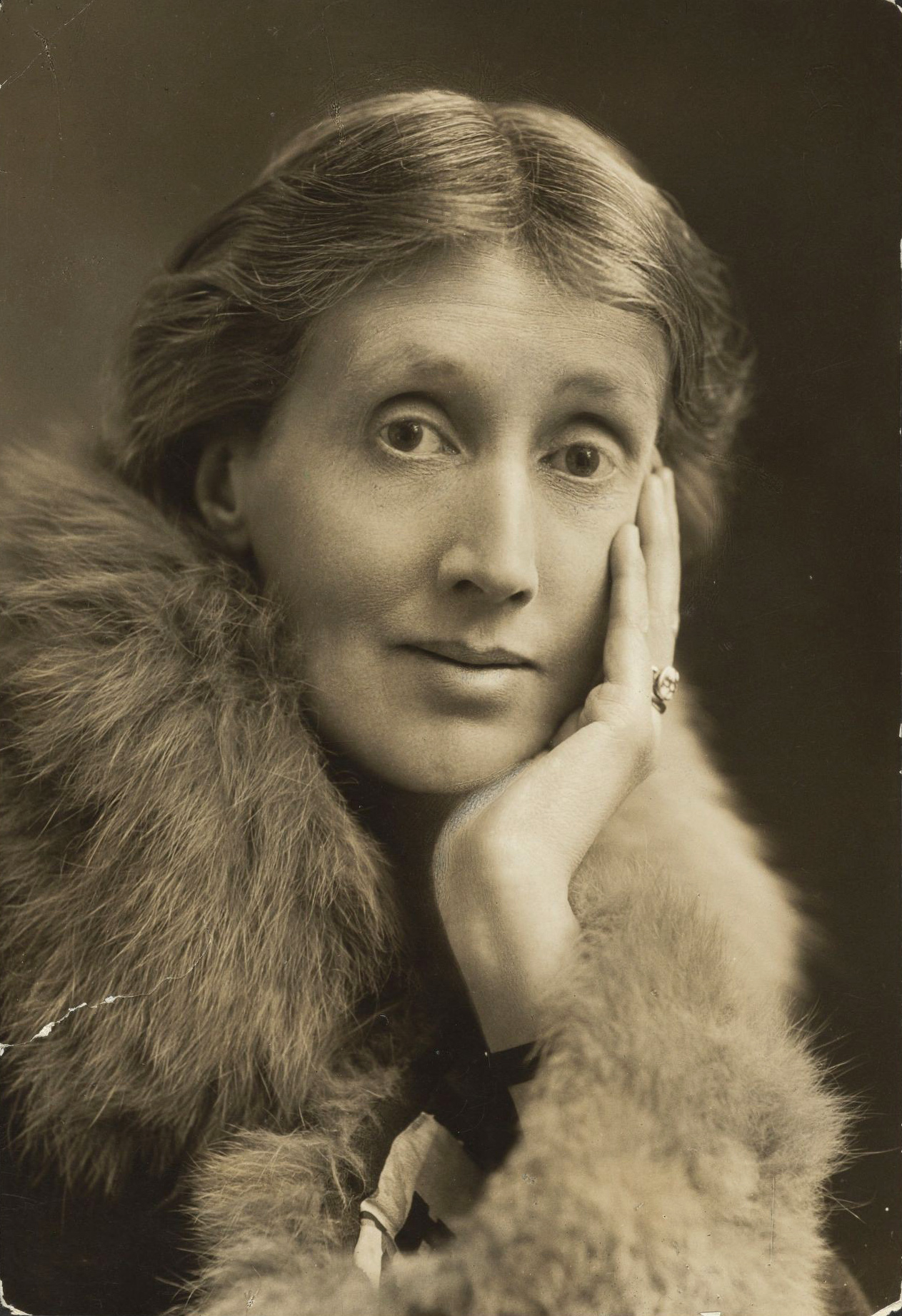
Virginia Woolf, autrice del romanzo Le onde

Le onde è un romanzo della scrittrice britannica Virginia Woolf, pubblicato per la prima volta nel 1931.
È il romanzo più sperimentale della scrittrice, essendo strutturato sotto forma di soliloqui dei sei protagonisti della storia: Bernard, Susan, Rhoda, Neville, Jinny e Louis. Altrettanto importante è il settimo personaggio del libro, Percival, che però non sentiremo mai parlare con la propria voce. I personaggi parlano attraverso soliloqui. Nel romanzo la scrittrice esplora i concetti dell'individualità, del senso dell'io e della comunità.
Ogni personaggio è ben distinto dall'altro e il romanzo segue la loro vita dall'infanzia fino alla maturità. Per questa ragione è stato accostato ad un altro grande romanzo della letteratura di quegli anni, Ritratto dell'artista da giovane di James Joyce.

## Edizioni italiane
- Le onde, traduzione di Giulio De Angelis, Collezione Medusa n.375, Milano, Mondadori, 1956. - Introduzione di Stephen Spender, cronologia, giudizi critici e bibliografia a cura di Franco Marucci, Collana I Classici della BUR L211, Milano, Rizzoli, 1979; Saggio di Paola Zaccaria, Collezione I Grandi Classici della Letteratura Straniera, Milano, Fabbri Editore, 1996-1999; in Romanzi, Introduzione di Roberto Bertinetti, Collana BUR Radici, Milano, Rizzoli, 2012, ISBN 978-88-170-5489-8.
- Le onde, trad. e cura di Maura Del Serra,[1] Introduzione di Armanda Guiducci, Collana Grandi Tascabili Economici, Roma, Newton Compton, dicembre 1992, 1995, ISBN 978-88-798-3868-9.
- Le onde, traduzione di Nadia Fusini, Collana Scrittori tradotti da scrittori n.61, Torino, Einaudi, 1995, ISBN 978-88-061-3661-1. - Collana Einaudi Tascabili. Letteratura n.953, Einaudi, 2002. ISBN 978-88-061-6228-3; trad. riveduta di N. Fusini, in Romanzi, Collana I Meridiani, Milano, Mondadori, 1998, ISBN 978-88-044-4428-2.
- Le onde, Nota e cura di Magda Indiveri, Presentazione di Andrea Caterini, Collana Grande Biblioteca, Santarcangelo di Romagna, Rusconi, 2019, ISBN 978-88-180-3333-5.